# Сотирих Пантевген
Соти́рих Панте́вген (греч. Σωτήριχος Παντεύγενος; не позднее 1097 г. — не ранее 1157 г.) — византийский богослов, философ и церковный деятель, диакон собора Святой Софии в Константинополе, наречённый патриарх Антиохийский; учение Сотириха о жертве Христа было осуждено как еретическое на Константинопольском соборе 1157 года.

## Биография
Биографические сведения о Сотирихе весьма скудны. Известно, что к 1156 году ему было уже больше 60 лет, он был диаконом в соборе Святой Софии в Константинополе и пользовался репутацией серьезного учёного, писателя и влиятельного церковного деятеля. Сотирих был избран Антиохийским патриархом, но возведён на кафедру ещё не был (был т. н. «наречённым патриархом»).
В 1156 году Сотирих принял активное участие в богословской полемике, разгоревшейся вокруг заключительных слов литургической молитвы, читаемой во время Херувимской песни: «Ты бо еси приносяй и приносимый, и приемляй и раздаваемый, Христе Боже наш». Поводом к возникновению догматических споров, охвативших широкие круги византийской церкви, первоначально явилось столкновение между известными преподавателями тогдашней высшей духовной школы: Михаилом Солунским и Никифором Василаки, с одной стороны, и диаконом храма апостола Иоанна Богослова в Константинополе Василием, с другой стороны. Услышав слова Василия о том, что «Один и Тот же Сын Божий и бывает Жертвой, и вместе с Отцом приемлет Жертву», Михаил и Никифор обвинили Василия в том, что он вводит две ипостаси во Христе, ибо «принести жертву — значит одно, а принять её другое». Этот богословский спор вскоре принял массовый характер. К точке зрения Михаила и Никифора присоединился ряд иерархов, а также Сотирих, ставший впоследствии наиболее ревностным её защитником.
В 1156 году по инициативе вновь избранного Киевского митрополита Константина в Константинополе был созван собор, поддержавший толкование диакона Василия. Поддерживавшие на соборе первоначально противоположную точку зрения Михаил Солунский и митрополит Диррахия Евстафий в ходе собора от неё отказались и, вероятно, были временно отлучены от причастия. Сотирих решения собора не признал и в опровержение его решений написал сочинение, дошедшее до наших дней под названием Soterichi dialogus pravius и построенное в виде диалога между ним самим и неким Филоном.
Диалог Сотириха получил широкое распространение и приобрёл для Сотириха много сторонников. Полемика в византийской церкви разгорелась с новой силой. Главным оппонентом Сотириха выступил епископ Николай Мефонский, написавший три сочинения против Сотириха. Сложившаяся ситуация вынудила императора Мануила Комнина собрать новый собор, который открылся 12 мая 1157 года под председательством Константинопольского патриарха Луки Хрисоверга в присутствии императора. В этот же день был составлен проект соборного томоса, против которого на соборе выступили только Сотирих и Никифор Василаки. Но после того, как в поддержку томоса выступил сам император Мануил, Сотирих выступил с отречением от своих взглядов. На следующий день Сотирих отказался явиться на соборное заседание, сославшись на болезнь В этот день на соборе 35 архиереев подписали протокол предыдущего заседания и признали, что Сотирих недостоин никакого священного сана, «и все двери оправдания закрылись для него». Собор вынес постановление, содержащее четыре анафематизма против ереси Сотириха, включенные впоследствии во Вселенский синодик. С этого момента Сотирих выпадает из поля зрения историков, и его дальнейшая судьба неизвестна.

## Учение Сотириха
Сотирих выступил с рационалистической критикой учения о том, что в жертвенном акте Голгофы Христос одновременно был и жертвой, и жертвоприносителем, и тем, кому жертва приносится. По его мнению, если жертву приносит и принимает Один и Тот же Христос, то, будучи субъектом противоположных действий, Он оказывается разделённым на две ипостаси (в противном случае, по мнению Сотириха, получается, что действовать должны безыпостасные природы), и, таким образом, оспариваемое Сотирихом учение он рассматривал в качестве разновидности несторианства. Позиция же самого Сотириха состояла в том, что голгофскую жертву приносит ипостась Сына ипостаси Отца, но не Его природе, общей с Сыном и Духом. Если же общность принятия жертвы для всей Троицы выводить из единосущия Божественных ипостасей, то по мнению Сотириха придется признать и воплощение общим для всех Лиц Троицы. Сотирих отвергает, что во время евхаристии приносится жертва та же, что была принесена Христом на Кресте. Жертва, которая была принесена «тогда» (τότε) на Кресте, уникальна, жертва же, которая приносится «теперь» (νύν) на литургии это иная жертва, которая в отношении Жертвы Крестной является лишь воспоминанием и символом, хотя евхаристические дары при этом, согласно Сотириху, реально, а не символически прелагаются в Тело и Кровь Христа. Эти взгляды Сотириха тесно связаны с его пониманием акта примирения божества с людьми как двухступенчатой юридической процедуры обмена. Всякое примирение, согласно Сотириху, подразумевает нечто принятое каждым лицом в залог дружбы, но, так как у человечества нет ничего незапятнанного грехом, чего оно могло бы предложить Богу, Бог Сын, восприняв человеческую природу и освятив её, совершил этот акт примирения посредством своей Крестной Жертвы. При этом на первой ступени примирения с человеческой природой, восприняв её, примиряется Бог Сын, а на второй ступени с человеческой природой примиряется Бог Отец. В этом втором примирении Сын участвует только как Посредник, но не как объект примирения. Соответственно, слова молитвы «Ты есть приносящий и приносимый…» Сотирих толкует так, что «приносящим» Христос называется из-за воспоминания на литургии голгофской жертвы, а «приносимым» — из-за того, что Он принимает жертвы, приносимые Ему людям.

## Анафематизмы против ереси Сотириха
То, что вводили и что пустословили Михаил, бывший дидаскал, протэкдик и магистр риторов, Никифор Василаки, дидаскал Посланий, диаконы Великой Божией Церкви в Константинополе, которым последовал и митрополит Диррахия Евстафий и в защиту которых письменно выступил Сотирих, диакон той же Церкви и к тому же наречённый патриарх Града Божия Великой Антиохии, по прозванию Пантевген... что они впоследствии анафематствовали и отвергли... да будет анафема.
1. Говорящим, что во время мироспасительной страсти Господа и Бога и Спасителя нашего Иисуса Христа Жертву честного Его Тела и Крови, принесенную от Него о нашем спасении, как от архиерея, действовавшего ради нас по человечески (так как он Сам и Бог и жрец и жертва, согласно великому в богословии Григорию), Он принес Сам Богу и Отцу, но не принял как Бог с Отцом Сам Единородный и Дух Святый (так как через это они отчуждают от боголепного единочестия Самого Бога Слова и Единосущного и Единославного Сему Утешителя Духа), анафема трижды.
2. Не принимающим, что жертва, ежедневно приносимая принявшими от Христа Священнодействие Божественных Таин, приносится Святой Троице, как противоречащим Священным и Божественным Отцам Василию и Златоусту, с которыми согласны и остальные Богоносные Отцы в своих словах и писаниях, анафема трижды.
3. Слышащим Спасителя о преданном Им священнодействии Божественных Таин, говорящего: "сие творите в Мое воспоминание", но не понимающим правильно слова "воспоминание" и дерзающим говорить, что оно (т. е. воспоминание) обновляет мечтательно и образно жертву Его Тела и Крови, принесенную на честном Кресте Спасителем нашим в общее избавление и очищение, и что оно обновляет и ежедневную жертву, приносимую священнодействующими Божественные Тайны, как предал Спаситель наш и Владыка всех, и поэтому вводящим, что это иная жертва, чем совершенная изначала Спасителем и возносимая к той мечтательно и образно, как уничижающим неизменность жертвы и таинство страшного и Божественного священнодействия, которым мы принимаем обручение будущей жизни, как это изъясняет Божественный отец наш Иоанн Златоуст во многих толкованиях посланий великого Павла, анафема трижды.

4. Выдумывающим и вводящим временные расстояния в примирении человеческого естества с божественным и блаженным естеством Живоначальной и Всенетленной Троицы и законополагающим, что мы сперва примирились с Единородным Словом из самого соединения (с Ним), а после с Богом и Отцом спасительною Страстию Владыки Христа, и разделяющим то, что нераздельно у Божественных и блаженных Отцов (которые научили, что Единородный примирил нас с Самим Собою посредством всего таинства домостроительства и через Самого Себя и в Себе с Богом и Отцом и, соответственно вполне, со Всесвятым и Животворящим Духом), как изобретателям новых и иноплеменных учений, анафема трижды.

## Вопрос о месте учения Сотириха в византийской философии
Ф. И. Успенский, исходя из своей общей концепции, согласно которой специфика богословских споров в поздней Византии связана с борьбой между аристотелизмом и платонизмом, в этом же ключе рассматривал и полемику Сотириха с Николаем Мефонским, настаивая на том, что взгляды Сотириха сформировались под влиянием платонизма. П. В. Безобразов в своей рецензии 1896 года на книгу Успенского отметил, что Успенский оценивает философские взгляды Сотириха, исходя из неверного перевода и понимания одного фрагмента из «Опровержения» Николая Мефонского, в котором Николай отвергает существование безыпостасных природ. (Успенский истолковал этот фрагмент в том смысле, что Николай Мефонский обвиняет Сотириха в принятии им платоновского учения о идеях, как самобытных сущностях.) Однако в дальнейшем мнение Успенского о платонизме Сотириха воспроизводилось Р. Браунингом и С. С. Аверинцевым.
Немецкий ученый Г. Пахали видел в учении Сотириха об искуплении смешение из греческих и западных богословских идей, в котором воедино соединились представления об обожении как цели искупления и учение об удовлетворении Божественному правосудию. Пахали указывает на точки соприкосновения, а порою и просто совпадения Сотириха с Ансельмом Кентерберийским не только в том предположении, что грешное человечество не могло принести Богу что-либо достойное, но и в том, что отношения между Богом и человечеством понимаются в частноправовом ключе: Бог гневается, так как оскорблена Его честь. С этой оценкой богословия Сотириха соглашается Д. Бирюков. С другой стороны Г. Пахали, усматривая во взглядах Сотириха стремление к реформе всего греческого благочестия, ставит его в один ряд с такими деятелями западной Реформации, как Джон Уиклиф и Ян Гус. По мнению П. В. Ермилова такое сравнение всецело объясняется принадлежностью Пахали к протестантской церкви.
В еще большей степени с западным богословием сближал Сотириха в своих трудах П. Черёмухин, относящий Сотириха, Василаки и их единомышленников к партии латинствующих западников. Черёмухин отождествляет учение Сотириха о принесении искупительной жертвы одному Богу Отцу с учением об искуплении, догматизированным впоследствии на Западе в булле папы Климента VI 1343 года и постановлениях Тридентского собора 1562 года. С Черёмухиным не соглашается П. В. Ермилов, доказывая, что постановления Тридентского собора нельзя понимать в смысле учения о принесении Христом жертвы одному Богу Отцу.

## Сочинения
- Soterichi dialogus pravius. // Migne, PG, v. 140, col. 140—148